# Chiesa di Santa Maria del Suffragio (Gravina in Puglia)
La Chiesa Ducale di Santa Maria del Suffragio, detta del Purgatorio, era un edificio di culto risalente alla metà del XVII secolo situato nella città di Gravina in Puglia all’imbocco della Piazza della Cattedrale per chi vi giunge da Porta San Michele.

## Storia

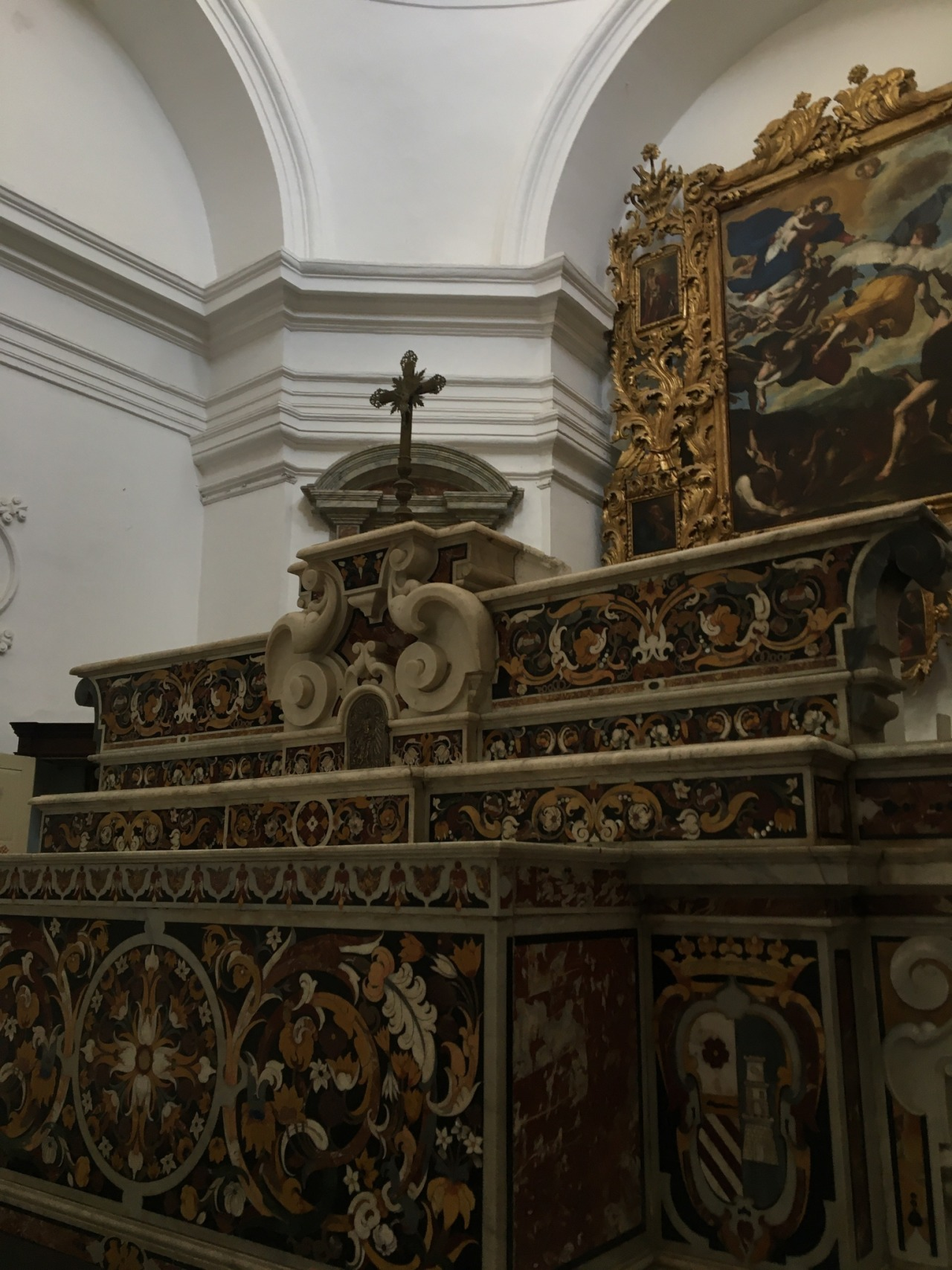
Altare maggiore composto di marmi policromi, lapislazzuli e madreperla

La Chiesa è detta ducale, perché la sua costruzione, iniziata nel 1649, avvenne grazie alla munificenza e alla religiosità dei duchi di Gravina, Ferdinando III Orsini e sua moglie Giovanna Francipane della Tolfa, genitori del Papa Benedetto XIII. Fu dedicata a Santa Maria del Suffragio per la celebrazione di messe in suffragio delle anime del Purgatorio.

La Chiesa del Purgatorio è una perla dell’architettura religiosa, appartiene ad una specifica categoria di edifici di culto cattolico, quella dei Monti del Suffragio, di cui si riscontra la presenza in numerose altre città in Puglia. Si tratta di Chiese dedicate al culto dei morti: le preghiere e le Sante Messe sono finalizzate alla salvezza delle anime dei Defunti, assegnando al Monte del Suffragio una funzione mediatrice tra la devozione dei fedeli viventi e la conquista del Regno Celeste da parte dei passati a miglior vita.

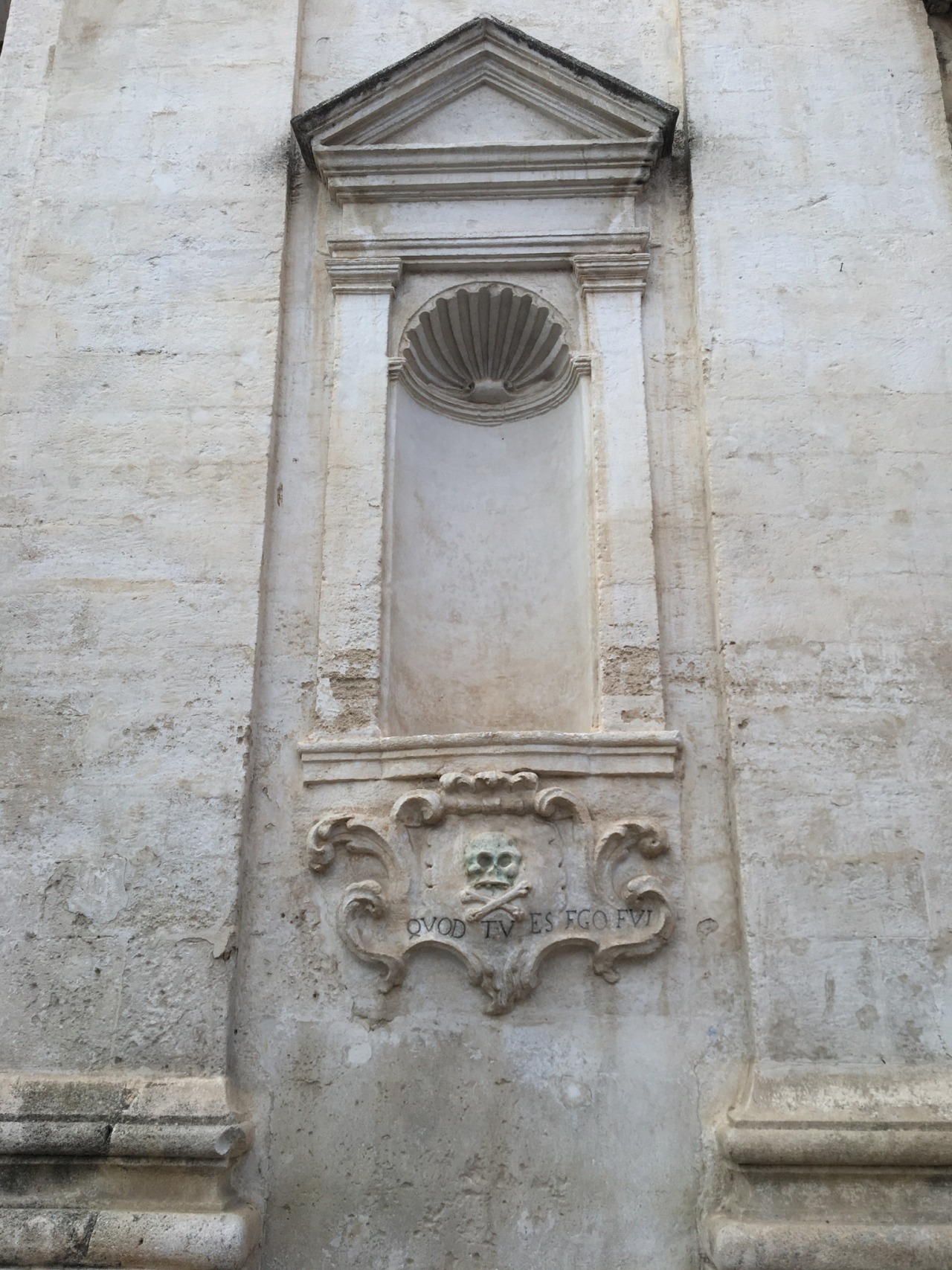
Incisione sul lato sinistro del portone principale

## Descrizione
All’esterno della Chiesa si impongono sul portale d'ingresso, dall’evidente impatto allegorico, due scheletri, a richiamo quotidiano della morte; da esso pende un'epigrafe a ricordo dell'erezione, al centro, in alto, l'insegna di casa Orsini-Tolfa.
Nella facciata della Chiesa si possono leggere due iscrizioni che riportano chiaramente al memento mori: “Quod tu es ego fui”  Ero quello che sei, “Tu eris quod ego sum” Sarai quello che sono. Ai lati del tempio ci sono anche due insegne sormontate da Cherubini e con teschi pendenti che annunciano: “Breves dies hominis” e “Via universae carnis”, cioè I giorni dell'uomo sono brevi e Via di ogni carne. Riferendosi a che tutti percorreremo la strada della morte verso il giudizio.

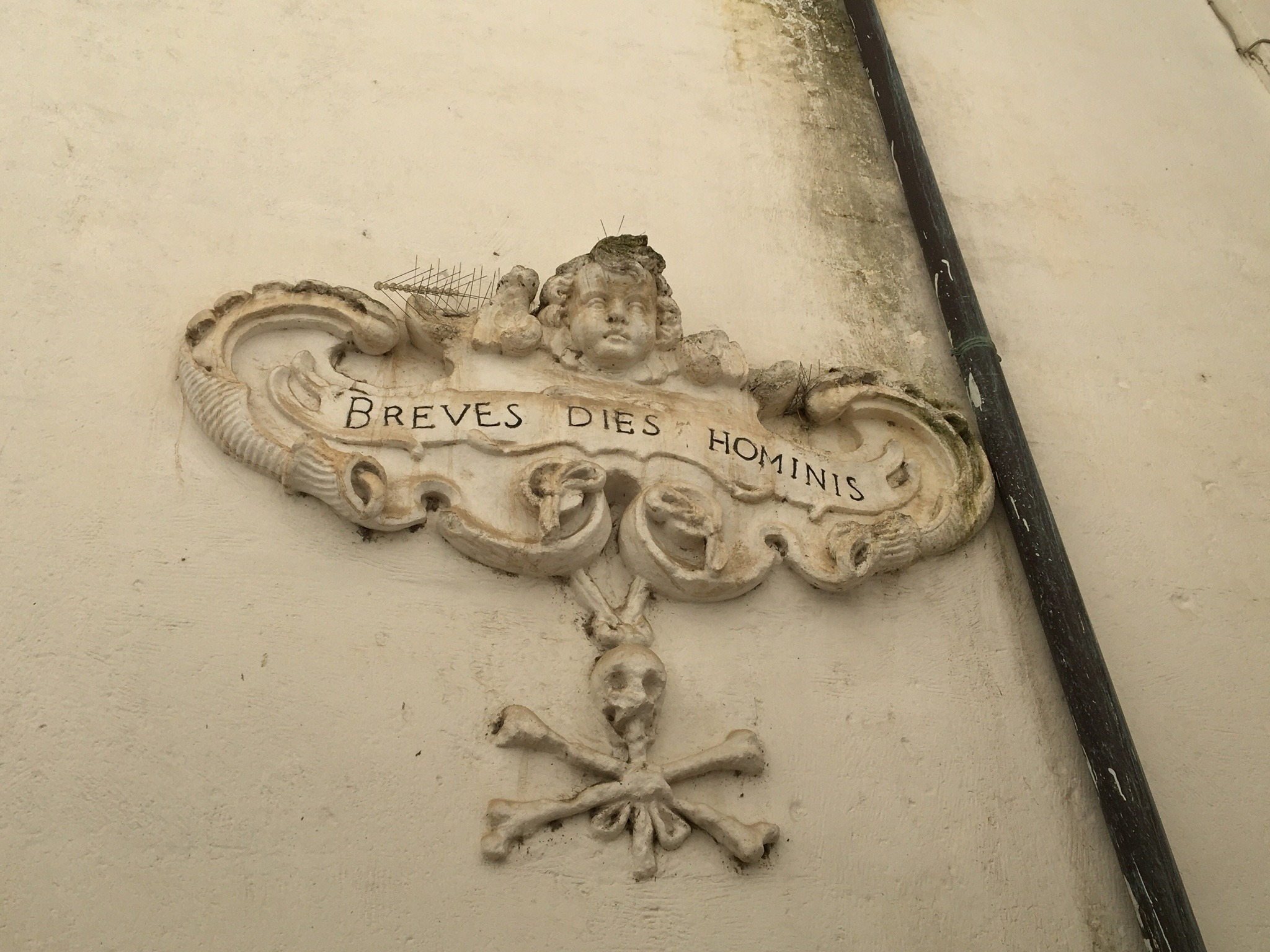
Rilievo laterale

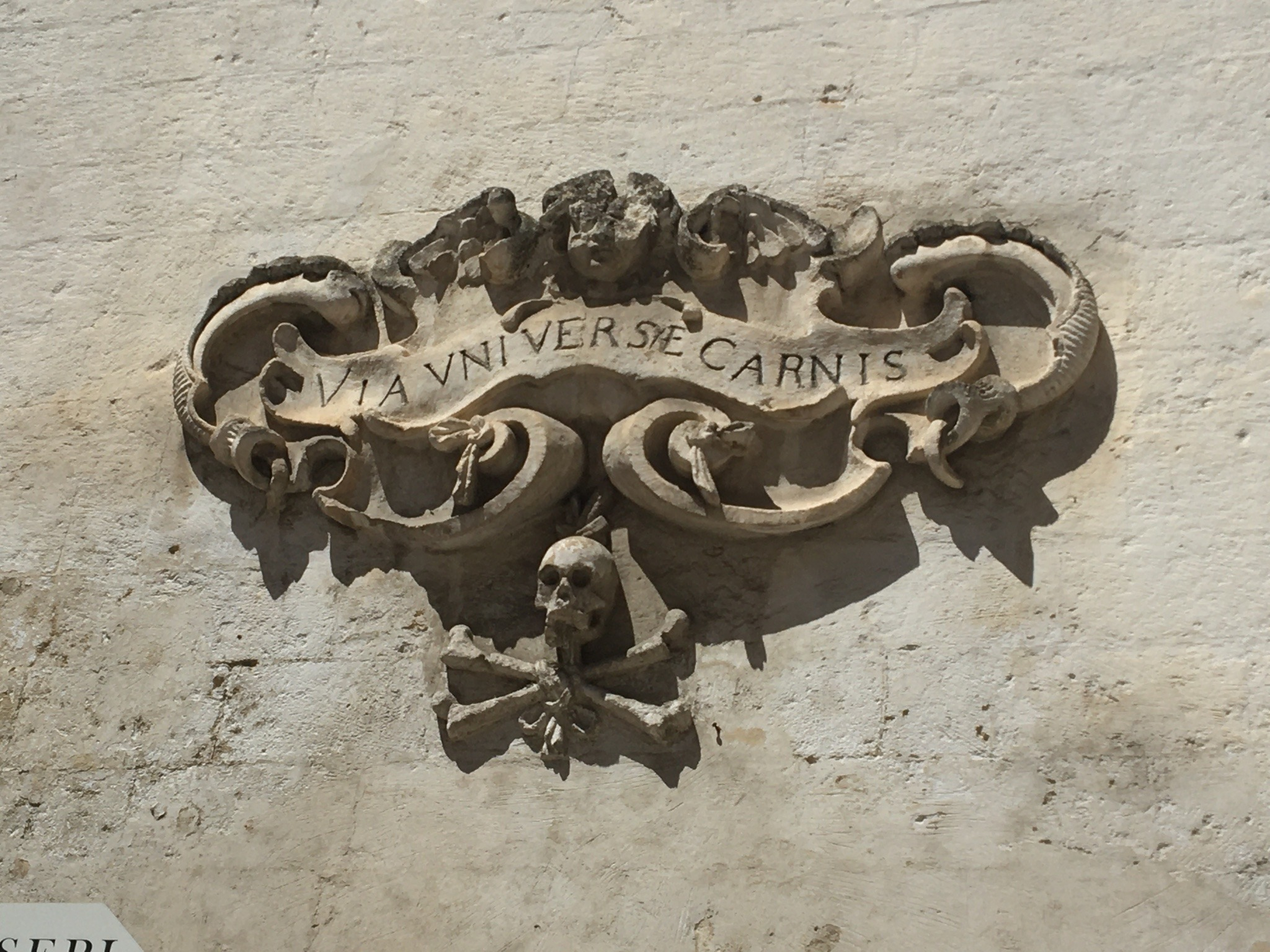
Rilievo laterale

La Chiesa è a una navata con sette altari e quattro grandi nicchie con sculture in tufo. Il pittore solofrano, Francesco Guarini, realizzò per questa Chiesa vari quadri, tra cui quello della Madonna del Suffragio sull'altare maggiore. A Gravina il Guarini proseguì una florida attività lavorativa per la famiglia Orsini e le varie Chiese del territorio, diventando una figura determinante per la pittura del Seicento. Nella cappella dell'Annunciazione vi è il monumento sepolcrale del fondatore, Ferdinando III Orsini, morto di peste a Napoli il 24 agosto 1658. Il mausoleo venne terminato nel 1660 dove la duchessa Giovanna Frangipane della Tolfa fece collocare i resti mortali del marito giunti appunto da Napoli. In questa cappella si riservava il diritto di sepoltura alla famiglia Orsini, conferma la lapide del 1726 dettata proprio da Papa Benedetto XIII. 

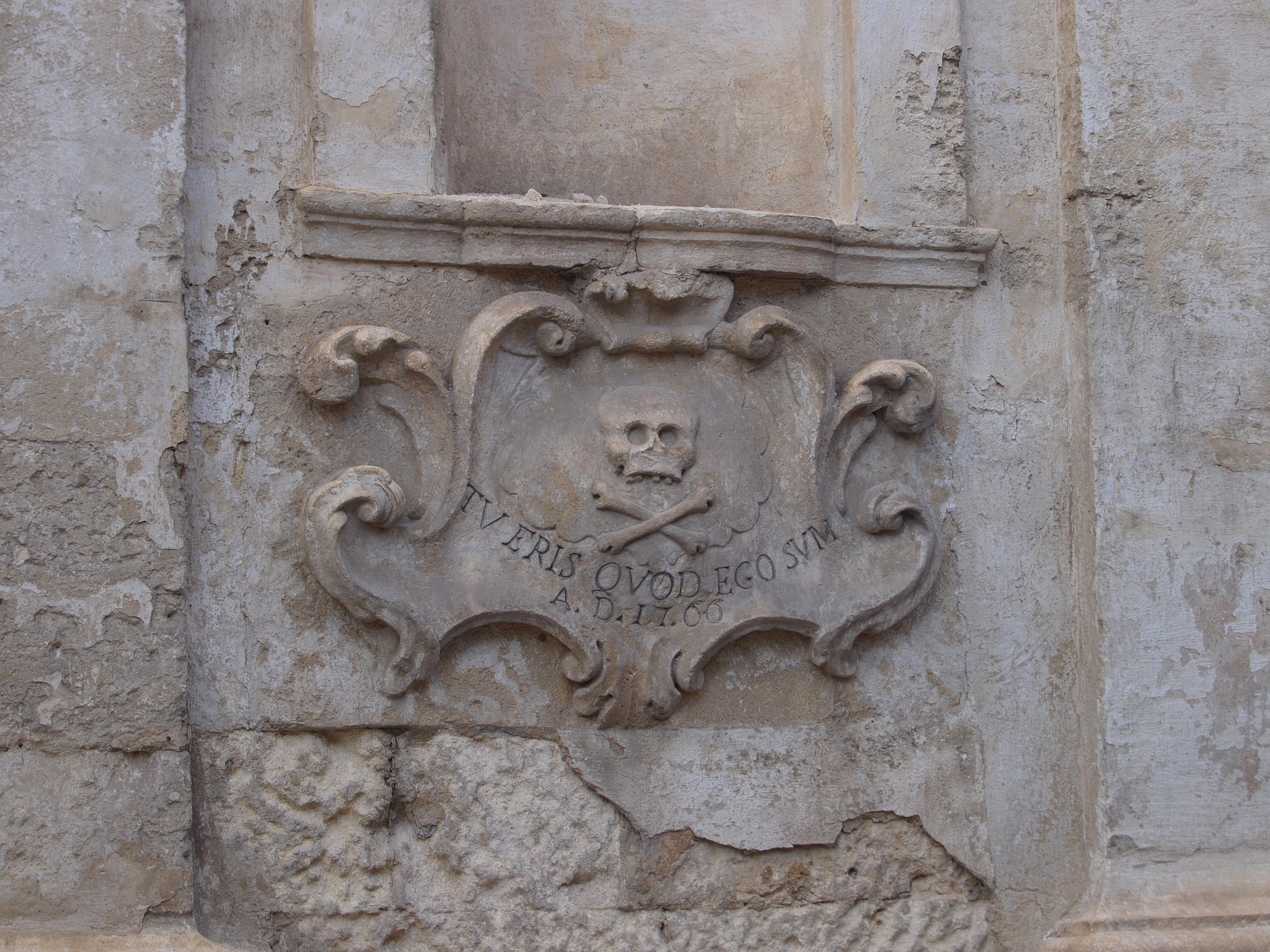
Iscrizione sul lato destro del portone principale

Altri particolari artistici nella Chiesa sono il pulpito ligneo del '700 e la cantoria il cui organo fu realizzato nel 1790 ad opera di Benedetto De Rosa. Nella sagrestia si ammirano i dipinti de L'ultima Cena, datato 1743 di Emanuele Mosca da Gravina a cui si attribuisce anche L'Eterno; la Deposizione della Croce e il Sant'Antonio di Padova sono al momento di anonimi. Oggigiorno nella Chiesa è istituita la Direzione del Museo Capitolare d'Arte Sacra che espone paramenti liturgici, oreficerie, dipinti e alcuni pregiati mobili d'epoca che fanno del monumento un'opera di eccezionale valore artistico.

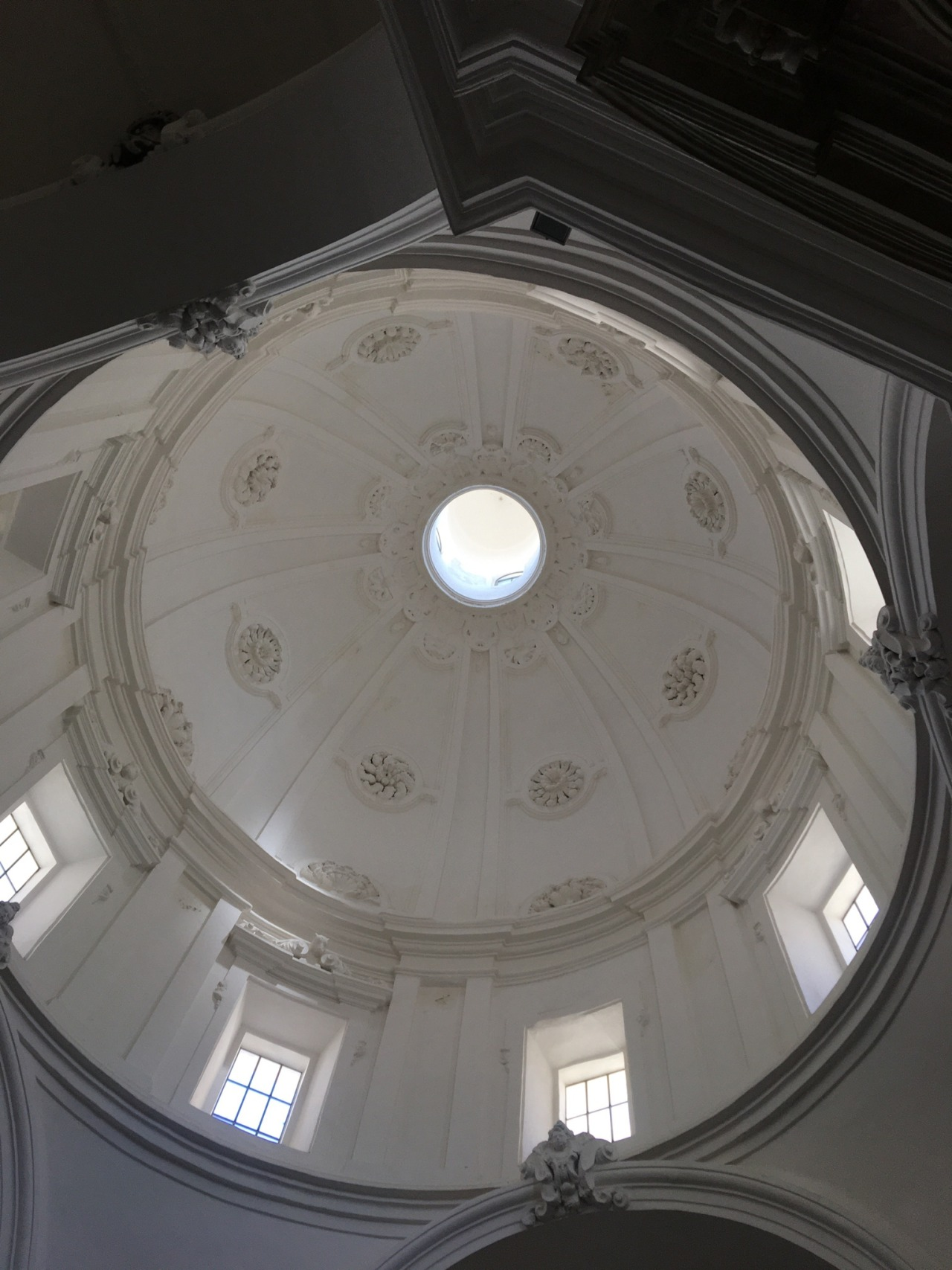
Cupola principale